# Proposal Rock
Proposal Rock (littéralement « Roche de proposition ») est une île sur la côte du comté de Tillamook, dans l'Oregon, aux États-Unis.
L'île est nommée ainsi d'après une légende locale d'un capitaine de marine, nommé Charley Gage, emmenant sa bien-aimée Della Page là-bas pour lui faire une demande en mariage vers 1900.
Proposition Rock était à l'origine appelé Schlock par les Amérindiens.

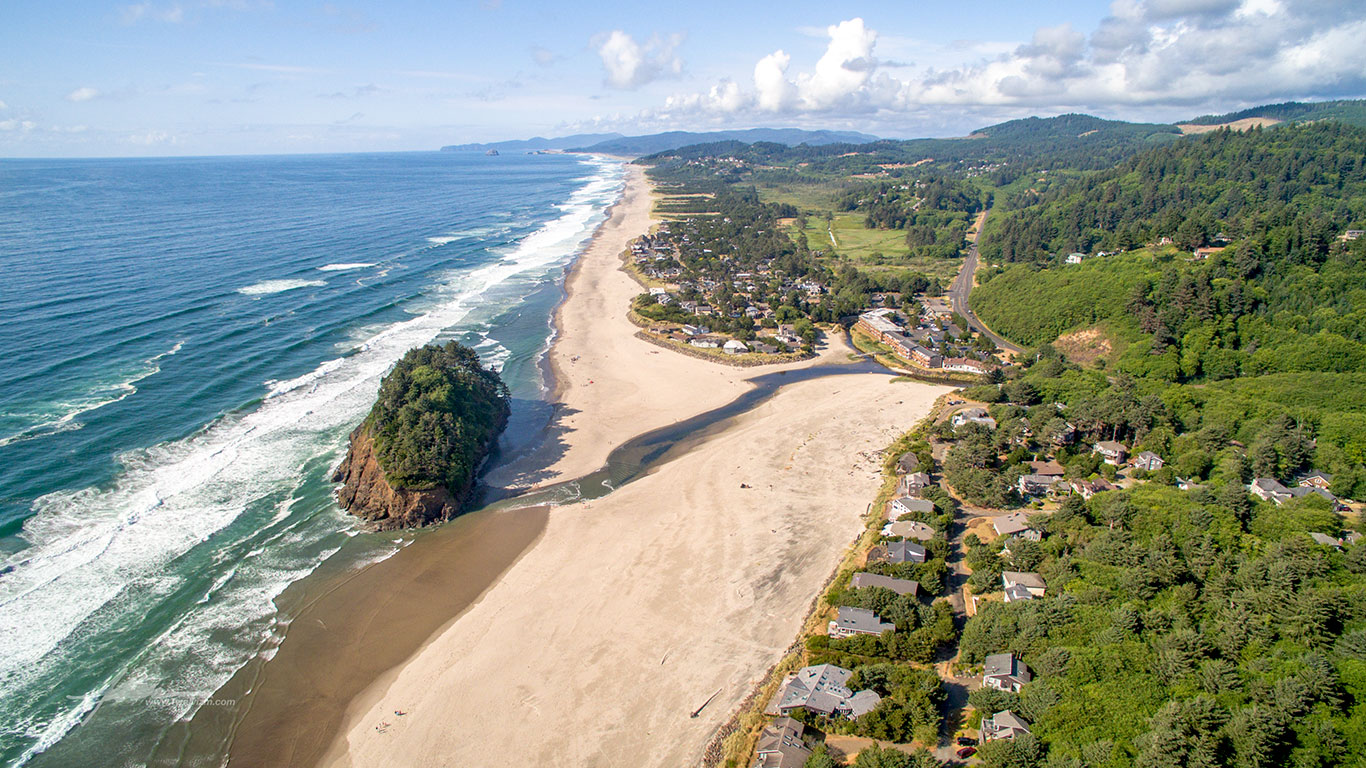
La localité de Neskowin avec Proposal Rock sur sa côté.